# Генч
Генч (рум. Ghenci) — село у повіті Сату-Маре в Румунії. Входить до складу комуни Кеуаш.
Село розташоване на відстані 449 км на північний захід від Бухареста, 32 км на південний захід від Сату-Маре, 124 км на північний захід від Клуж-Напоки.

## Населення
За даними перепису населення 2002 року у селі проживали 1217 осіб.
Національний склад населення села:
| Національність | Кількість осіб | Відсоток |
| -------------- | -------------- | -------- |
| угорці         | 882            | 72,5%    |
| румуни         | 300            | 24,7%    |
| цигани         | 34             | 2,8%     |

Рідною мовою назвали:
| Мова      | Кількість осіб | Відсоток |
| --------- | -------------- | -------- |
| угорська  | 955            | 78,5%    |
| румунська | 262            | 21,5%    |